# Mariano Pesoa
Mariano Pesoa (30 aprile 1952) è un ex calciatore paraguaiano, di ruolo centrocampista.

## Carriera

### Club
Giocò nella massima serie paraguaiana con Sol de América e Cerro Porteño.

### Nazionale
Con la nazionale paraguaiana vinse la Copa América 1979.

## Palmarès

### Club

#### Competizioni nazionali
- Campionato paraguaiano: 1

Cerro Porteño: 1977